# Интерактивна медия
Интерактивна медия е такава комуникационна среда, в която потребителят взима активно участие. В реално време или с известно забавяне комуникиращите страни (две или повече) влияят на поведението си една на друга посредством двупосочна комуникация.
Бързото развитие на информационните и комуникационни технологии отваря нови хоризонти пред интерактивните медии. Един компютър свързан с интернет дава практически неограничени възможности за индивидуален контакт с всеки потребител.
Интерактивните медии обособяват и един съществен дял от съвременното изкуство, носещ общото название медийно изкуство.

## Примери
- Интернет и особено Web 2.0(WWW; e-mail; форуми; програми за комуникация в интернет среда)
- Телетекст
- SMS
- Ефирни медии с обратна връзка, напр. ефирен телефон
- Видео- и компютърни игри
- Интерактивна телевизия
- Комуникацията очи в очи – приемана с определена условност